# Ceratodon moravicus
Ceratodon moravicus är en bladmossart som beskrevs av Podpe. Ceratodon moravicus ingår i släktet brännmossor, och familjen Ditrichaceae. Inga underarter finns listade i Catalogue of Life.